# Rosemount (Ohio)
Rosemount és una concentració de població designada pel cens dels Estats Units a l'estat d'Ohio. Segons el cens del 2000 tenia 2.043 habitants.

## Demografia
Segons el cens del 2000, Rosemount tenia 2.043 habitants, 844 habitatges, i 602 famílies. La densitat de població era de 137,2 habitants per km².
Dels 844 habitatges en un 28,9% hi vivien nens de menys de 18 anys, en un 60,9% hi vivien parelles casades, en un 7,8% dones solteres, i en un 28,6% no eren unitats familiars. En el 25,6% dels habitatges hi vivien persones soles el 13,7% de les quals corresponia a persones de 65 anys o més que vivien soles. El nombre mitjà de persones vivint en cada habitatge era de 2,42 i el nombre mitjà de persones que vivien en cada família era de 2,89.
Per edats la població es repartia de la següent manera: un 22,6% tenia menys de 18 anys, un 6,6% entre 18 i 24, un 26,7% entre 25 i 44, un 25,7% de 45 a 60 i un 18,4% 65 anys o més.
L'edat mediana era de 41 anys. Per cada 100 dones de 18 o més anys hi havia 83,1 homes.
La renda mediana per habitatge era de 40.625 $ i la renda mediana per família de 46.071 $. Els homes tenien una renda mediana de 36.612 $ mentre que les dones 23.603 $. La renda per capita de la població era de 20.978 $. Aproximadament el 5,6% de les famílies i el 8,3% de la població estaven per davall del llindar de pobresa.

## Poblacions més properes
El següent diagrama mostra les poblacions més properes.